# Port lotniczy Oaxaca-Xoxocotlán
Port lotniczy Oaxaca-Xoxocotlán (IATA: OAX, ICAO: MMOX) – port lotniczy położony w Oaxaca, w stanie Oaxaca, w Meksyku.